# Rustico-Emerald
Pour les articles homonymes, voir Rustico et Emerald.
Circonscription électorale provinciale du Canada
Rustico-Emerald est une circonscription électorale provinciale de l'Île-du-Prince-Édouard (Canada). La circonscription est créée en 1996 à partir de portions des circonscriptions de 1er Queens, 2e Queens et 3e Queens.

## Liste des députés
| Rustico-Emerald                                                     | Rustico-Emerald | Rustico-Emerald           | Rustico-Emerald | Rustico-Emerald | Rustico-Emerald |
| Nom                                                                 | Nom             | Parti                     | Mandat          | Législature     |                 |
| ------------------------------------------------------------------- | --------------- | ------------------------- | --------------- | --------------- | --------------- |
| Pour la période 1873-1996, voir 1er Queens, 2e Queens et 3e Queens. |                 |                           |                 |                 |                 |
|                                                                     | Beth MacKenzie  | Progressiste-conservateur | 1996 - 2000     | 60e             |                 |
|                                                                     | Beth MacKenzie  | Progressiste-conservateur | 2000 - 2003     | 61e             |                 |
|                                                                     | Beth MacKenzie  | Progressiste-conservateur | 2003 - 2007     | 62e             |                 |
|                                                                     | Carolyn Bertram | Libéral                   | 2007 - 2011     | 63e             |                 |
|                                                                     | Carolyn Bertram | Libéral                   | 2011 - 2015     | 64e             |                 |
|                                                                     | Brad Trivers    | Progressiste-conservateur | 2015 - 2019     | 65e             |                 |
|                                                                     | Brad Trivers    | Progressiste-conservateur | 2019 - 2023     | 66e             |                 |
|                                                                     | Brad Trivers    | Progressiste-conservateur | 2023 - en cours | 67e             |                 |

## Géographie
La circonscription comprend les villages de Breadalbane, Hunter River, North Rustico et Resort Municipality.